# Parti socialiste d'Irlande (1904)
Pour les articles homonymes, voir Parti socialiste.
Ne doit pas être confondu avec Parti socialiste (Irlande).
Le Parti socialiste d'Irlande (en anglais : Socialist Party of Ireland, SPI) était un petit parti politique irlandais lié à James Connolly. 

## Parti socialiste d'Irlande
Jusqu'en 1904, Connolly était la figure de proue du Parti républicain socialiste irlandais (en anglais : Irish Socialist Republican Party, ISRP). Cependant, des conflits internes ont fait perdre de nombreux membres au parti, dont certains formèrent un parti rival, le Parti socialiste travailliste irlandais (en anglais : Irish Socialist Labour Party). Ce dernier tenta de s'affilier au Parti travailliste socialiste (en) britannique, récemment créé, il lui fut d'abord demander de fusionner avec le Parti républicain socialiste irlandais. Les deux groupes se réunirent alors pour former le nouveau "Parti socialiste d'Irlande". 
Bien que le Parti fût initialement basé à Dublin, il créa rapidement des groupes à Belfast et à Cork. Il fut cependant incapable d'attirer les membres l'Independent Labour Party (ILP) de Belfast, réunis autour de William Walker (en), car ceux-ci s'opposaient au principe de l'Irish Home Rule. 
Malgré une certaine croissance, le parti est resté petit et n'a tenu sa première conférence qu'en 1910. Connolly devient organisateur national du parti, tandis que Francis Sheehy-Skeffington (en) devient président, Michael Mallin (en) secrétaire et William X. O'Brien devient membre de la direction du parti. 
En 1912, Connolly convoque une conférence sur l'unité socialiste à Dublin, à laquelle participent la branche de Belfast du Parti socialiste et quatre des branches basées à Belfast de l'ILP, seule la branche de William Walker refusant d'y assister. Les cinq groupes fusionnent pour former le "Parti travailliste indépendant d'Irlande", qui s'effondre peu de temps après le déclenchement de la Première Guerre mondiale, lorsque la direction locale du parti interdit à Connolly de prononcer des discours à Belfast prétendument pro-allemands. Au niveau national, le Parti Socialiste cesse presque de fonctionner pendant la guerre, mais est relancé par les partisans des révolutions russes de Février et d'Octobre. 
Le SPI étant désormais dirigé par O'Brien, est élu président et Sean O'Casey devient également une figure de proue. Une faction d'opposition, réunie autour de Roddy Connolly (en) et Seán McLoughlin (en),souhaitent s'affilier à l'Internationale communiste. Mais même O'Shannon fait un discours sur la poursuite d'une action politique et militaire pour permettre une révolution ouvrière et se félicite de la formation du Parti communiste de Grande-Bretagne. Pour établir des liens avec les bolcheviks, les deux factions du SPI affirment que le parti avait joué un rôle important dans la guerre d'Indépendance irlandaise. Bien que certains membres aient effectivement joué un rôle central dans celle-ci, cette affirmation n'estpas correcte, car le parti était largement inactif à l'époque.

## Parti communiste d'Irlande
La faction de gauche finit par conquérir le groupe, Connolly devenant le chef du Parti et McLoughlin le président,. Liam O'Flaherty et George Pollock prennent également de l'importance, tandis que O'Brien et O'Shannon sont expulsés en octobre, quand le groupe est renommé « Parti communiste d'Irlande » (en anglais : Communist Party of Ireland). Une stratégie est définie pour le parti, dans un document écrit par Connolly, dans laquelle il devrait développer un noyau au sein de l'Armée républicaine irlandaise (IRA) et de l'Irish Citizen Army, tout en essayant de découvrir un potentiel révolutionnaire chez les travailleurs protestants d'Ulster. Cependant, le Komintern ordonne au parti de se concentrer sur la question nationale et de s'orienter vers l'IRA. Bien que le Parti communiste de Grande-Bretagne soutienne le Parti communiste d'Irlande, il exprime son désaccord sur cette orientation. 
Bien que le parti compte 300 membres en octobre 1921, ce nombre chute rapidement et il n'en comptait plus que 78 à Dublin et 28 à Cork fin novembre. En décembre, Nora Connolly (en) et Eamonn MacAlpine sont suspendues et forment des groupes communistes rivaux, se concentrant davantage sur les liens avec l'IRA. Le Parti communiste de Grande-Bretagne envoie alors Thomas A. Jackson (en) et Willie Gallacher pour organiser des négociations entre les deux factions. 
Lorsque le traité anglo-irlandais est signé en décembre 1921, le Parti communiste d'Irlande se rangé du côté des républicains opposés au traité. Peadar O'Donnell, une figure éminente de l'IRA, rejoint alors le parti et il forme une petite Garde Rouge qui offre de soutenir l'IRA. 
En janvier 1922, un petit groupe de membres du Parti communiste irlandais, dirigés par O'Flaherty et Seán McIntyre, occupent l'hôpital Rotunda et proclament l'établissement d'une République soviétique. La direction du parti se désolidarise totalement et appelle cela un "enfantillage". Les deux dirigeants du groupe quittent alorsDublin et le Parti. La branche spéciale britannique a affirmé que Connolly avait visité Moscou à plusieurs reprises et que le parti recevait une subvention du Komintern. Ils croyaient à tort que le parti était responsable de nombreuses actions révolutionnaires au début de l'année 1922. 
Aux élections générales irlandaises de 1922, le parti approuve la candidature réussie d'O'Donnell à Donegal, bien qu'il n'ait pas siégé en tant que membre du parti. Patrick Gaffney (en), qui a été élu pour le parti travailliste lors de ces élections, le quitte peu après pour rejoindre le Parti communiste irlandais, devenant ainsi son seul représentant parlementaire. Il se présente de nouveau aux élections générales de 1923, mais fut lourdement battu. 
Le parti a tenu son premier congrès en janvier 1923, sous la présidence de Walter Carpenter (en). À part Gaffney, tous les délégués venaient de Dublin. Le nombre de membres du parti restant peu élevé, lorsque Jim Larkin créé la Irish Worker League en septembre, le Komintern ordonne au Parti communiste irlandais de se dissoudre et à ses membres de rejoindre le parti de Larkin. Les dirigeants du parti protestent en argumentant que le nombre de membres augmentera lorsque ses membres actuellement emprisonnés seront libérés, mais finissent tout de même par suivre la directive de du Komintern,.